# Ray Eames
Ray-Bernice Alexandra Kaiser Eames, född Kaiser 15 december 1912, död 21 augusti 1988, var en amerikansk filmregissör, formgivare och arkitekt.
Eames gjorde skulpturer i plywood och ägnade sig åt tidskriftsdesign, reklam och möbeldesign. Från 1944 samarbetade hon med maken Charles Eames.
Ray Eames finns representerad vid Museum of Modern Art.

## Utställningar
- Charles och Ray Eames, Bildmuseet, Umeå Universitet, från 2016-04-17 till 2016-09-05 [15]

### Fotnoter
1. 1 2  Eames, Ray (15 December 1912–21 August 1988), designer and filmmaker, American National Biography Online, 29 november 2017, 10.1093/ANB/9780198606697.ARTICLE.1701321, läst: 9 oktober 2017.[källa från Wikidata]
2. 1 2  Brockhaus Enzyklopädie, Brockhaus Enzyklopädie-ID: eames-ray, läst: 9 oktober 2017.[källa från Wikidata]
3. 1 2  abART, abART person-ID: 121260, läst: 1 april 2021.[källa från Wikidata]
4. ↑  Smithsonian American Art Museum person-/institutions-ID, Smithsonian American Art Museum person-/institutions-ID: 2531, läs online.[källa från Wikidata]
5. ↑  Union List of Artist Names, 2 mars 2019, ULAN: 500027192, läs online, läst: 6 juli 2019.[källa från Wikidata]
6. ↑  Museum of Modern Arts webbsamling, MoMA konstnärs-ID: 1672, läs online, läst: 4 december 2019.[källa från Wikidata]
7. ↑  läs online, www.workwithdata.com , läst: 2 september 2024.[källa från Wikidata]
8. 1 2  Tjeckiska nationalbibliotekets databas, NKC-ID: mub2016906776, läst: 17 december 2022.[källa från Wikidata]
9. ↑  IMDb-ID: nm0247194, läst: 14 september 2023.[källa från Wikidata]
10. ↑  Collectie Boijmans Online, Boijmans work ID: 110887, läs online, läst: 26 september 2024.[källa från Wikidata]
11. ↑  Museum of Modern Arts webbsamling, MoMA konstnärs-ID: 1672, läs online, läst: 26 september 2024.[källa från Wikidata]
12. ↑  Tjeckiska nationalbibliotekets databas, NKC-ID: mub2016906776, läst: 5 december 2023.[källa från Wikidata]
13. ↑  läs online, docomomoiberico.com .[källa från Wikidata]
14. ↑  ”Ray Eames” (på engelska). MoMA.org. https://www.moma.org/artists/1672#works. Läst 17 mars 2024.
15. ↑  ”Charles och Ray Eames – Bildmuseet, Umeå”. www.bildmuseet.umu.se. Arkiverad från originalet den 19 januari 2021. https://web.archive.org/web/20210119192316/http://bildmuseet.umu.se/sv/utstaellning/charles-and-ray-eames/23701. Läst 15 januari 2021.